# Layers
Layers è il sesto album in studio del rapper statunitense Royce da 5'9", pubblicato il 15 aprile 2016 dalla Bad Half Entertainment. Dall'album sono estratti i singoli Tabernacle e l'omonimo Layers.
Accolto positivamente dalla critica, su Metacritic Layers ottiene una valutazione di 77 su 100 basata su 6 recensioni.
Negli Stati Uniti, l'album debutta ufficialmente alla ventiduesima posizione del Billboard 200, vendendo 16.749 nella prima settimana. È l'undicesimo album più venduto della settimana. Layers diviene inoltre il primo album solista di Royce a esordire in prima posizione nella Top R&B/Hip-Hop Albums. Nella sua seconda settimana, l'album scende alla centottantasettesima posizione nella Billboard 200.
| Recensione | Giudizio |
| ---------- | -------- |
| AllMusic   | [ 6 ]    |
| HipHopDX   | [ 7 ]    |
| Exclaim!   | [ 8 ]    |
| Pitchfork  | [ 9 ]    |
| XXL        | [ 10 ]   |
| PopMatters | [ 11 ]   |

## Tracce
Musiche di S1 (tracce 1, 13 e 16), J. Rhodes (traccia 1), G Koop (traccia 2), Mr. Porter (tracce 2, 4, 14-15 e 17), AntMan Wonder (traccia 4), Jack One (traccia 5), Nottz (traccia 7), DJ Khalil (tracce 9 e 11), Daniel Smith (traccia 10), DJ Pain 1 (traccia 12) ed Epikh (tracce 13 e 16).
1. Tabernacle – 5:19
2. Pray – 4:05
3. Hard – 5:51
4. Startercoat – 3:36
5. Wait – 3:12
6. Shine (skit) – 0:27
7. Shine – 5:18
8. Lincoln (skit) – 1:57
9. Flesh – 3:31
10. Hello (skit) (featuring Melanie Rutherford) – 1:29
11. Misses (featuring K. Young) – 4:09
12. Dope! (featuring Loren Oden) – 4:03
13. America – 4:23
14. Layers (featuring Pusha T & Rick Ross) – 4:20
15. Quiet (featuring Mr. Porter & Tiara Thomas) – 4:07
16. Gottaknow – 3:55
17. Off – 3:20

Durata totale: 63:02

## Classifiche

### Classifiche settimanali
| Classifica (2016)         | Posizione massima |
| ------------------------- | ----------------- |
| Canada                    | 64                |
| Stati Uniti               | 22                |
| US Digital Albums         | 10                |
| US Independent Albums     | 4                 |
| US Rap Albums             | 2                 |
| US Top R&B/Hip-Hop Albums | 1                 |